# Cayenne (stad)
Cayenne is de hoofdstad van het Frans overzees departement Frans-Guyana. De gemeente telde 63.956 inwoners op 1 januari 2022. De samenstelling van de bevolking is gevarieerd. Er bevinden zich Creolen, Haïtianen, Europeanen, Brazilianen, Marrons, Aziaten, en in mindere mate inheemse Indiaanse bewoners. 
De Franse structuur en kleine straatjes geven de stad een mediterrane sfeer. Cayenne is bekend door zijn uitgebreide carnaval.

## Geschiedenis

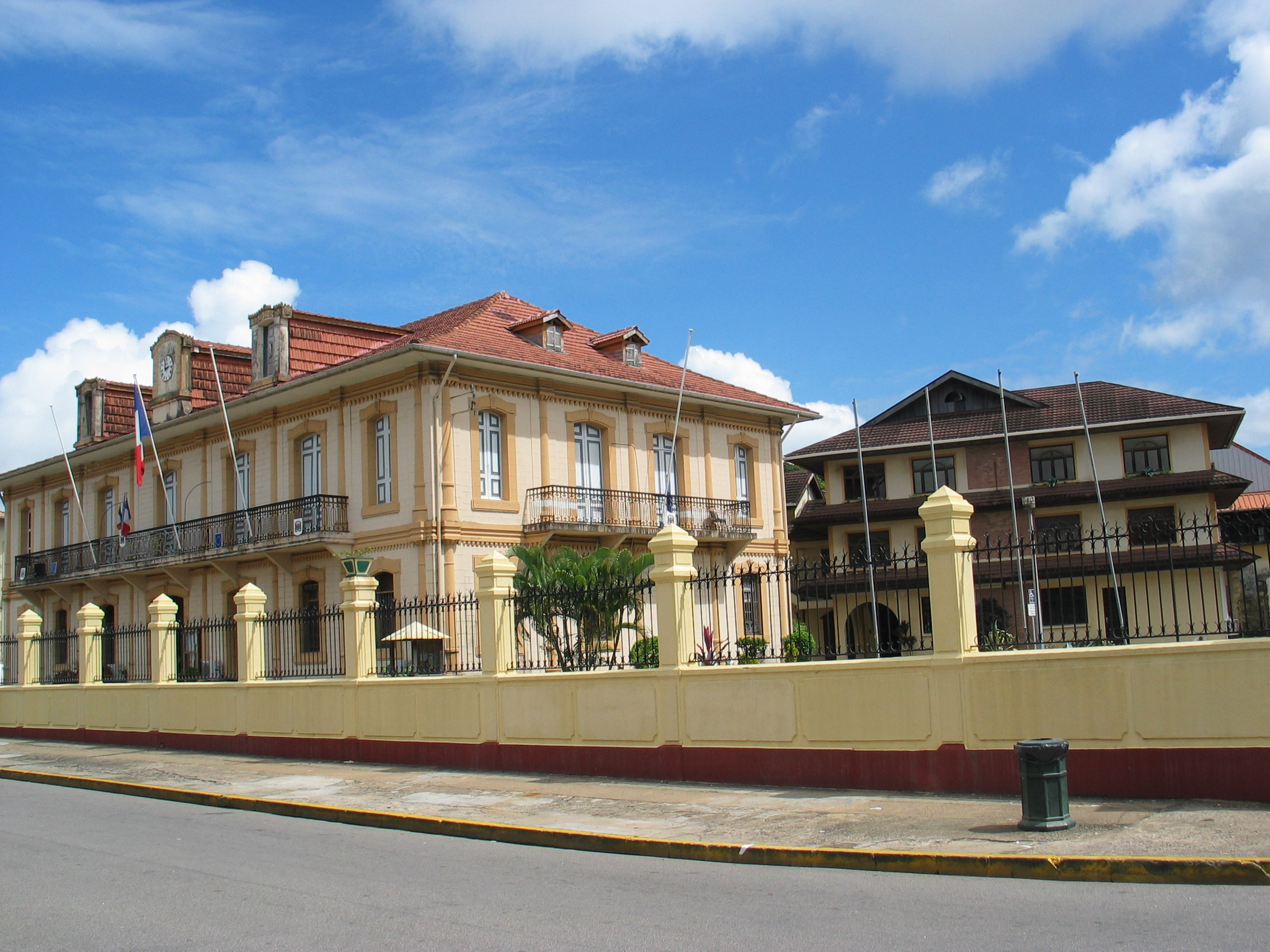
Stadhuis van Cayenne

Het Île de Cayenne (eiland van Cayenne) was oorspronkelijk bevolkt door inheemse Kari’na indianen. In 1604 werd het gebied voor het eerst verkend door Frankrijk. In 1643 werd de rots aan de monding van de rivier Cayenne gekocht door Charles Poncet de Brétigny voor de bouw van Fort Cépérou. Het fort is vernoemd naar het lokale opperhoofd van de Kari’na. Rondom het fort ontstond het dorpje La Ravardière. Later verklaarden de Kari’na de oorlog aan de Fransen en werd La Ravardière verlaten. In 1659, werd de Nederlandse Cayenne kolonie gesticht door de WIC die later bewoond werd door joden die uit Brazilië waren verdreven. In 1664 werd het gebied heroverd door Frankrijk.
De Fransen keerden terug naar het gebied en begonnen het eiland te herkoloniseren. In 1777 kreeg La Ravardière stadsrechten en werd de naam gewijzigd in Cayenne. In 1809 werd Cayenne veroverd door de Portugal en Groot-Brittannië. Tijdens het Congres van Wenen (1814-1815) werd besloten dat de kolonie terug moest worden gegeven aan Frankrijk, maar de daadwerkelijke overdracht vond pas plaats in 1817.
In 1852 werd door Napoleon III besloten gevangenen naar Frans-Guyana te deporteren, maar in Cayenne zelf was er nooit een strafkolonie. Bestuurlijk horen de Îles du Salut, met het bekende Duivelseiland, wel tot de gemeente. In de 19e eeuw werd onder leiding van de Franse gouverneur baron de Laussat het Canal Laussat aangelegd, dat de stad van west naar oost doorkruist en de rivier Cayenne verbindt met de oceaan. Ook het Canal Leblond naar het zuiden werd gegraven. In 1833 werd de kathedraal Saint-Sauveur gebouwd. Het oude Cayenne, met houten huizen, brandde bijna volledig af in een stadsbrand in 1888. De stad is naar het zuiden uitgebreid, voorbij het Canal Laussat.

## Bezienswaardigheden

### Kathedraal Saint-Sauveur
De kathedraal werd in 1823 gebouwd als vervanging van Sint Nicolaaskerk. De kerk werd ingewijd in 1833, en kreeg de status van kathedraal in 1933. Het is de grootste kerk van Frans-Guyana. De kathedraal heeft gebeeldhouwde houten banken.

### Place des Palmistes

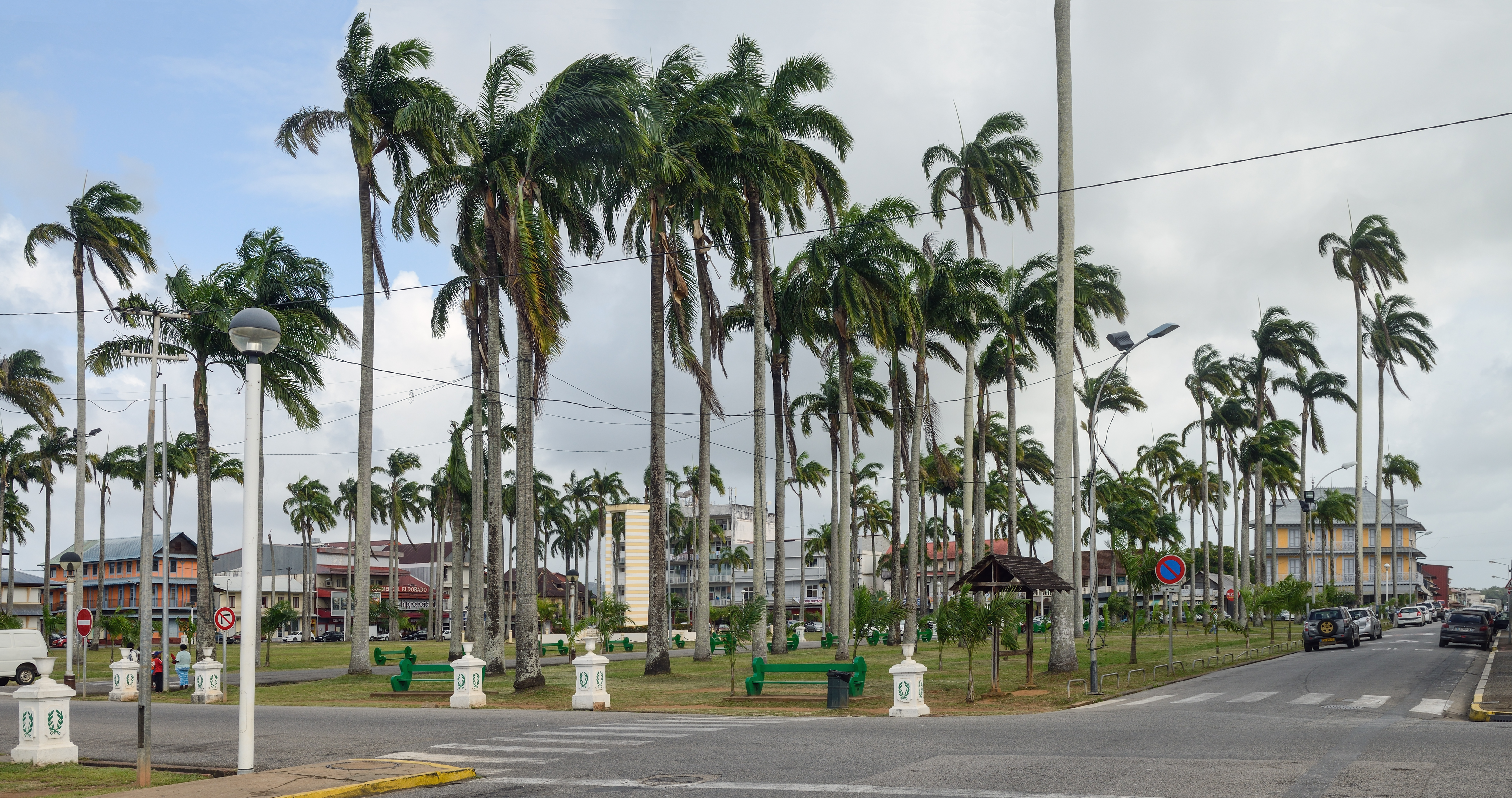
Place des Palmistes

In 1810 werd besloten de stadsmuren af te breken. In 1821 werd het vrijgekomen terrein omgevormd tot een plein wat eerst Place de la Savane werd genoemd. Later werden palmbomen gepland die afkomstig waren uit Guisanbourg. De Place des Palmistes heeft zich ontwikkeld tot het belangrijkste plein van de stad en wordt omringd door koloniale architectuur. Op het plein bevindt zich een kolom ter nagedachtenis van de bestorming van de Bastille. In 1957 is er een standbeeld geplaatst voor Félix Éboué, een in Cayenne geboren koloniale administrateur die als gouverneur van Tsjaad de kant van de Vrije Fransen koos.

### Place de Grenoble
Place de Grenoble heeft vele namen gehad, maar kreeg in 1944 zijn huidige naam. Het plein werd voor het eerst genoemd in 1789. De oude kathedraal, het Hôtel de Ville (stadhuis), Hôtel des Jésuites en vele overheidsgebouwen bevinden zich rond het plein. In het midden van het plein bevindt zich een fontein. Het plein is aangekleed met mangobomen, plumeria en reizigersbomen.

### Hôtel des Jésuites

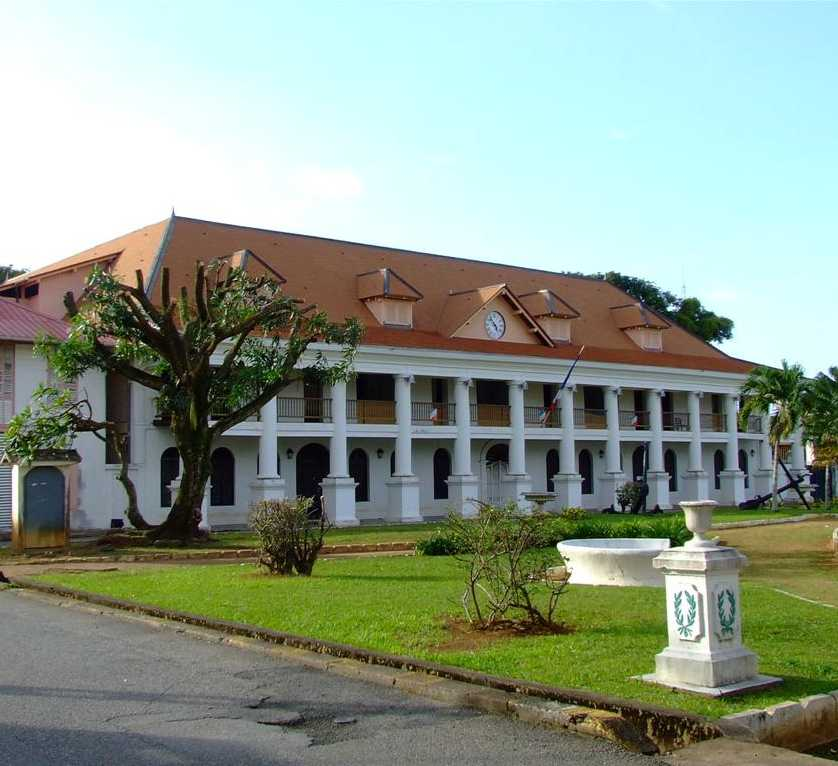
Hôtel des Jésuites

Het Hôtel des Jésuites wordt ook het Prefectuursgebouw genoemd. In 1678 werd het terrein eigendom van de jezuïeten. In 1729 werd een stenen gebouw neergezet dat diende als klooster. 1762 werden de jezuïeten verdreven uit de kolonie en werd het gebouw geconfisqueerd door de overheid. In 1801 werd de eerste verdieping verbouwd tot zetel van de gouverneur van Frans-Guyana. In 1925 is een galerij met 13 kolommen toegevoegd. Tussen 1946 en 1982 was de prefectuur gevestigd in het gebouw. Sinds 1985 is de onderste verdieping in gebruik door het Ministerie van Defensie en wordt de eerste verdieping gebruikt door de Prefect.

## Geografie
Cayenne ligt op een gelijknamig heuvelachtig schiereiland tussen de mondingen van de rivier de Cayenne en de rivier de Mahury. Het stadsbeeld wordt bepaald door de heuvels Montabo, Baduel en Bourda.
De oppervlakte van Cayenne bedroeg op 1 januari 2022 23,6 vierkante kilometer; de bevolkingsdichtheid was toen 2.710 inwoners per km².
De onderstaande kaart toont de ligging van Cayenne met de belangrijkste infrastructuur en aangrenzende gemeenten.

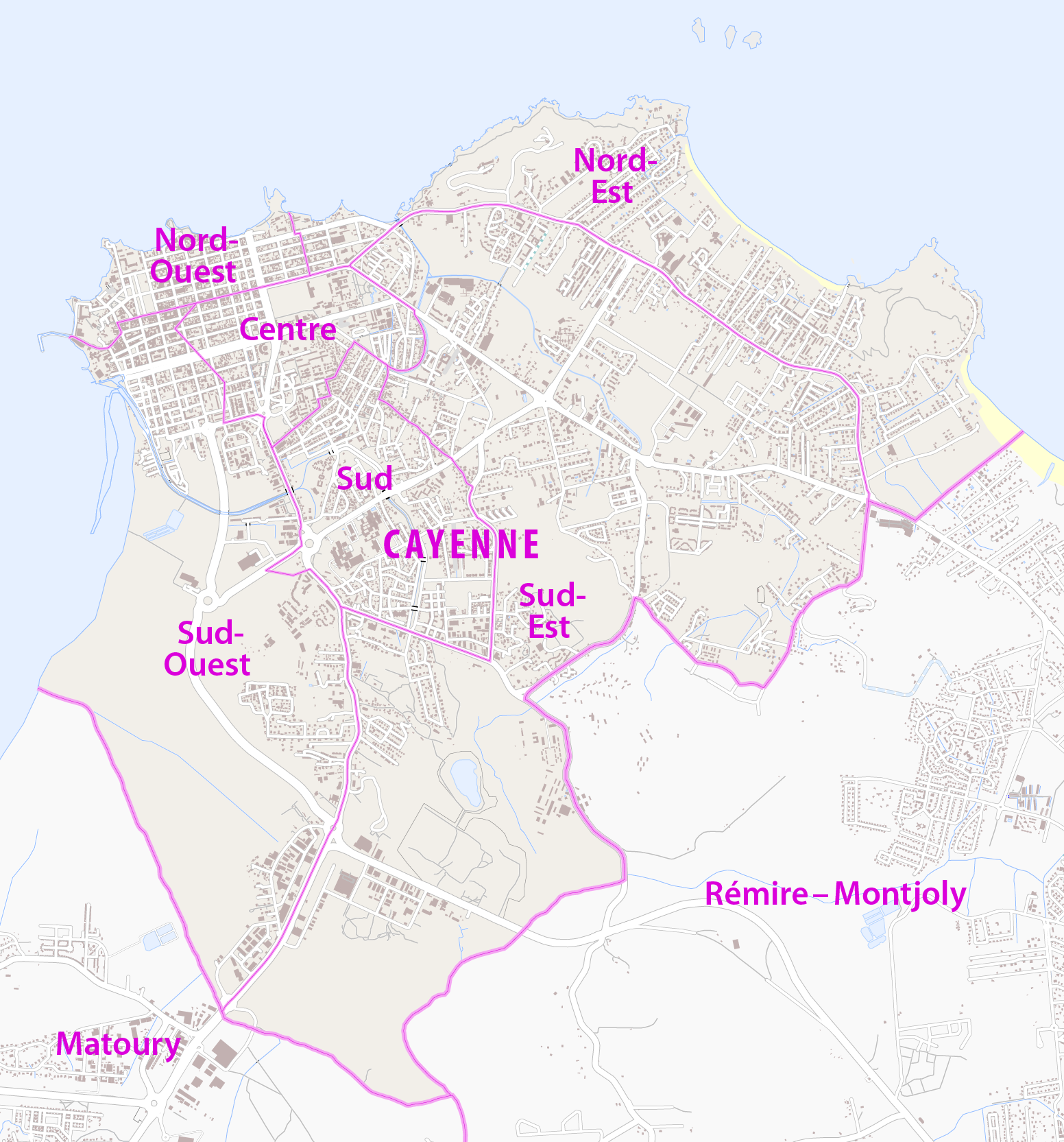

## Onderwijs en onderzoek
In Cayenne bevindt zich de Universiteit van Cayenne. Oorspronkelijk was het een onderdeel van de Universiteit van de Frans Antillen, maar in 2014 is het een zelfstandige universiteit geworden.
In 1940 opende het Pasteur Instituut een vestiging in Frans-Guyana, en verricht onderzoek naar tropische en endemische ziekten met een specialisatie in malaria.

## Transport
Cayenne wordt bediend door de luchthaven van Cayenne-Félix Eboué, die zich in de buurgemeente Matoury bevindt. Sinds 1974 is de belangrijkste zeehaven Dégrad des Cannes. Cayenne is verbonden met Saint-Laurent-du-Maroni aan de Surinaamse grens via de N1 en Saint-Georges aan de Braziliaanse grens via de N2.

## Demografie
Cayenne was een middelgrote stad met 38.091 inwoners in een gebied van 23,6 km² in 1982, maar is gestegen naar 65.493 inwoners in 2019. De bevolkingsgroei heeft met name plaatsgevonden in de agglomeratie die 147.943 inwoners in 2019 telde. De gemeente telde 63.956 inwoners op 1 januari 2022.

## Sport
Het lokale voetbalteam is CSC de Cayenne en speelt in de Division d'Honneur. Het voetbalstadion is Stade Georges-Chaumet en heeft een capaciteit van 7.000 bezoekers. Het Frans-Guyaans voetbalelftal maakt tevens gebruik van het stadion.

## Trivia
De cayennepeper is genoemd naar Cayenne.

## Geboren
- Félix Éboué (1884–1944), gouverneur en leider van de Vrije Fransen[24]
- Gaston Monnerville (1897–1991), politicus en advocaat[25]
- Henri Salvador (1917-2008), zanger
- Gabriel Serville (1959), politicus[26]
- Florent Malouda (1980), voetballer
- Malia Metella (1982), zwemster
- Sloan Privat (1989), voetballer
- Kévin Rimane (1991), voetballer
- Mike Maignan (1995), voetballer
- Jean-Clair Todibo (1999), voetballer
- Analia Pigrée (2001), zwemster

## Galerij

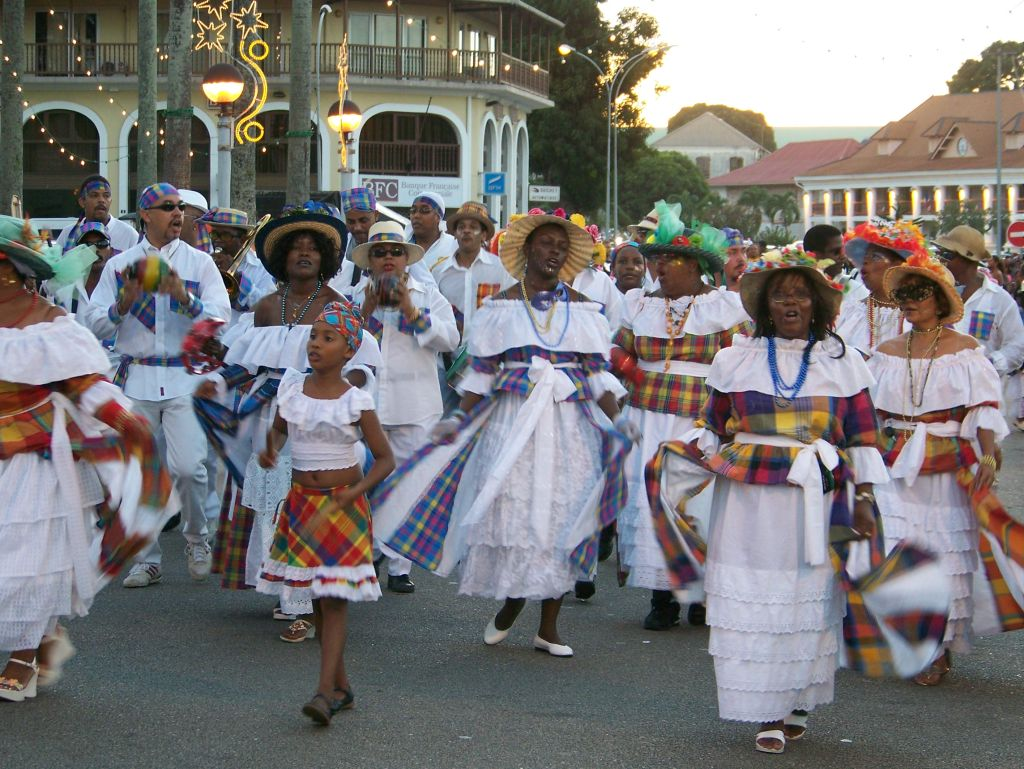
Carnaval in Cayenne (2007)
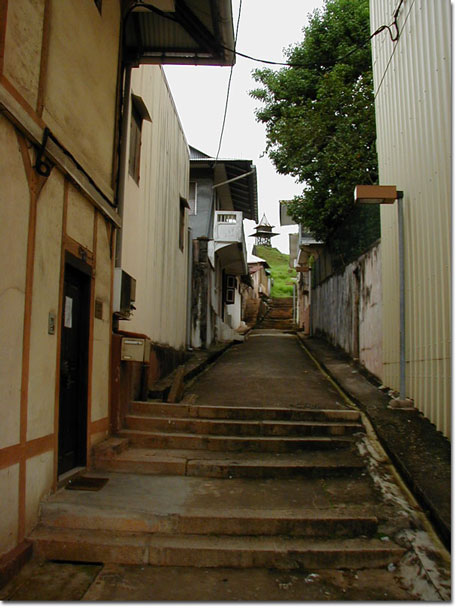
Steegje met trappen
Maison Thémire
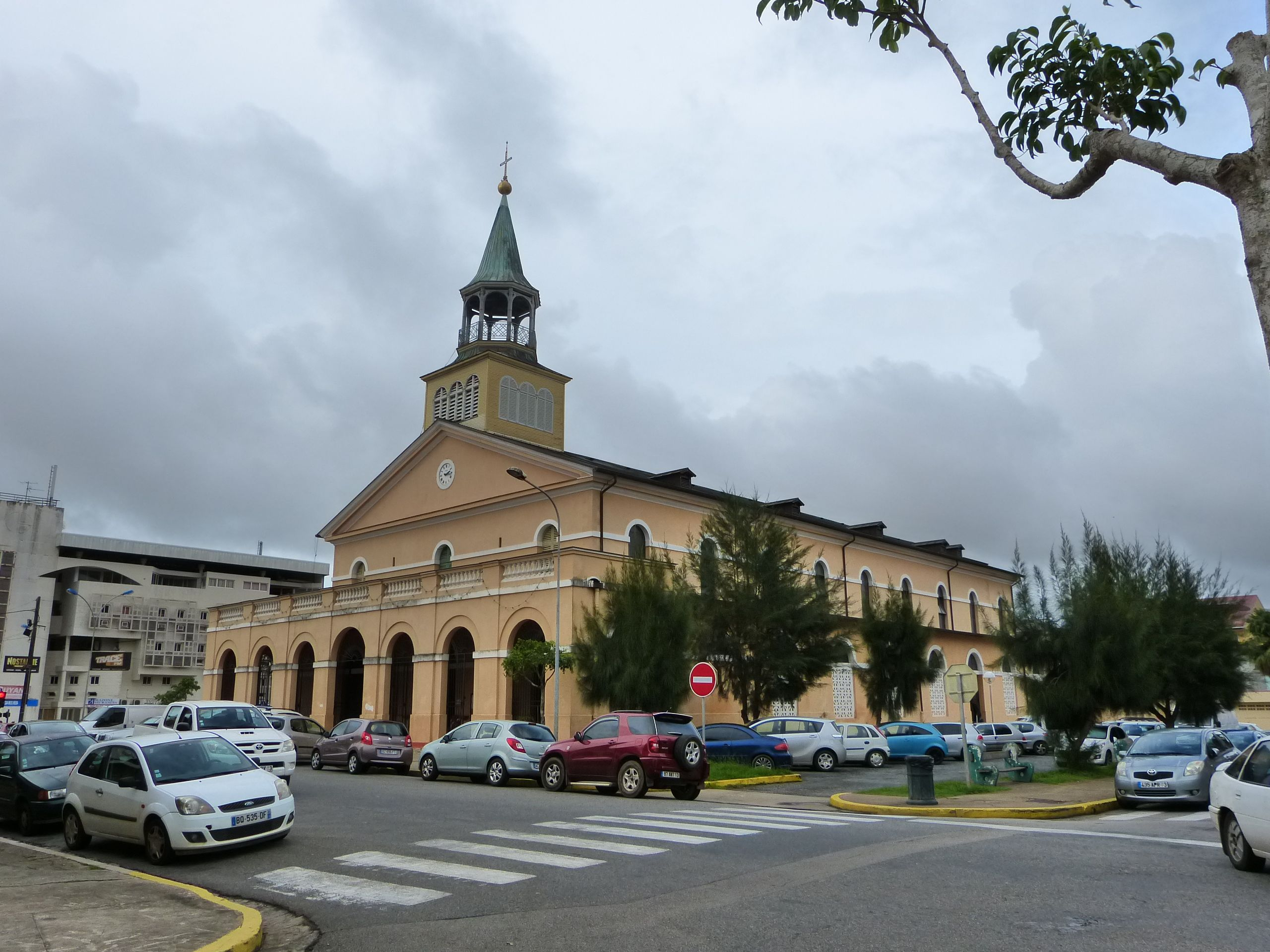
Kathedraal Saint-Sauveur